# 터치 오브 스파이스
《터치 오브 스파이스》(A Touch Of Spice, Politiki Kouzina)는 튀르키예에서 제작된 타소스 불메티스 감독의 2003년 드라마, 코미디 영화이다. 조지스 코라페이스 등이 주연으로 출연하였고 릴리 파파도포울로스 등이 제작에 참여하였다.

## 출연

### 주연
- 조지스 코라페이스
- 오디세즈 파파스필리오풀로스
- 마르코스 오세
- 이에로클리스 미하이리디스
- 레니아 르이지두
- 타소스 반디스
- 바사크 코크루카야
- 콘스타디나 미첼리도

### 조연
- 타메르 카라다글리

## 기타
- 의상: 비앙카 니콜라리찌